# Вацко Віктор Володимирович
Ві́ктор Володи́мирович Вацко́ (нар. 8 серпня 1978, Львів) — український футбольний функціонер, журналіст і телекоментатор. З 10 серпня 2010 року до 14 серпня 2012 року працював на каналі «Футбол». З 15 серпня 2012 року по 22 липня 2013 року — віцепрезидент клубу «Карпати». З 4 серпня 2013-го по 19 липня 2019 року знову працює коментатором на каналах «Футбол 1»/«Футбол 2». З 18 січня 2016 року по 27 лютого 2017 року вів футбольну радіопрограму «Дубль W» на «Радіо Вєсті».

## Життєпис
Вихованець львівської СДЮСШОР № 4, перший тренер — Юрій Васильович Тенетко. Грав у чемпіонаті області за «Карпати» (Кам'янка-Бузька). Завершив кар'єру через травми. Закінчив школу № 64 у Львові — тепер навчально-виховний комплекс гімназія «Гроно».
Закінчив факультет журналістики Львівського університету (2000). Працював у львівських газетах «Суботня пошта», «Тиждень», «Експрес».
Став коментатором завдяки спортивному оглядачеві «Нового каналу» Олександру Гливінському, з яким був добре знайомий. Коли Гливінський переїхав у Київ і працював на радіо, то декілька разів запрошував Вацка на ефір. Він і запропонував спробувати коментувати футбольні матчі. Це було 1999 року, коли майбутній коментатор навчався на п'ятому курсі університету. Переїздові у столицю сприяв продюсер спортивної редакції УТ-1 Юрій Захарченко, який довірив мікрофон 20-річному хлопцеві без досвіду роботи на телебаченні.
На канал «Інтер» потрапив 2002 року на запрошення Ірини Зінченко.
2006—2010 рр. працює в компанії «Поверхность» коментатором на телеканалах Спорт-1, Спорт-2, Спорт-3, де спеціалізується на чемпіонаті Німеччини.

### Чемпіонати світу
З 11 червня до 11 липня 2010 року коментував на ICTV матчі Чемпіонату світу, перед тим був обраний на конкурсі телекоментаторів, який проводився на сайті телеканалу з лютого до травня 2010 року. Переміг конкурс разом із колегами з «Поверхності» коментаторами Денисом Босянком і Дмитром Джулаєм, з ними ж він і коментував Мундіаль.
Працював Віктор також на матчах чемпіонату світу з футболу 2006 року, а також Євро-2000, Євро-2008 і Євро-2012.
Після Чемпіонату світу на ICTV Віктор Вацко ще коментував матчі Динамо — Гент і Гент — Динамо. Це були матчі 3-го кваліфікаційного раунду Ліги чемпіонів.

### ТК Футбол
10 серпня 2010 року Віктор Вацко офіційно переходить на ТК Футбол. Ще задовго до цієї дати було багато чуток щодо його переходу, яким судилося відбутися. Коментував усі турніри, які транслював канал, у тому числі німецьку Бундеслігу та Євро-2012. В інтерв'ю після переходу він сказав:
«Я прийшов виконувати улюблену роботу». «Буде Ліга чемпіонів чи чемпіонат Англії — коментуватиму».
Дебют коментатора на «Футболі» відбувся 13 серпня о 18.55 під час гри «Зоря» — «Іллічівець».
«Перший матч для мене особливо цікавий, бо дуже добре знаю тренера „Іллічівця“ Іллю Близнюка ще з часів кар'єри гравця»
Як зазначив журналіст, його перехід на канал був ініціативою каналу «Футбол», а він просто прийняв пропозицію. «Можна сказати, зараз ми тільки сідаємо у корабель і виходимо у плавання», — додав телекоментатор.

### «Карпати»
14 серпня 2012 року стало відомо, що Віктор Вацко звільнився з посади спортивного коментатора ТК «Футбол». 15 серпня його було офіційно представлено як віцепрезидента футбольного клубу «Карпати» (Львів). У «Карпатах» Віктор Вацко відповідав за селекційну, трансферну діяльність, а також промоцію та імідж клубу.
Пропрацював на цій посаді менше року. 22 липня 2013 року Віктор Вацко повідомив у своєму мікроблозі на «Twitter» про те, що залишив «Карпати».

### Повернення на канал «Футбол»
4 серпня 2013 року генеральний директор каналів «Футбол 1» і «Футбол 2» Олександр Денисов в ефірі своєї програми «Великий футбол» представив Віктора Вацка як старого-нового коментатора каналів. Коментуючи своє повернення, Віктор Вацко зазначив
|  | «Про своє повернення на телеканали «Футбол 1»/«Футбол 2» і в коментаторське ремесло я можу сказати дуже коротко. Я повернувся в сім'ю! Повернувся до улюбленої роботи! А далі — життя покаже» |

19 липня 2019 року було офіційно оголошено про те, що Віктор Вацко йде зі своєї роботи на телеканалі «Футбол 1/2».
У 2021 році під час EURO 2020, а також відбору до чемпіонату світу 2022 коментував матчі збірної України для телеканалів Україна та Футбол 1.

### Ведучий радіо«Вєсті»
З 18 січня 2016 Віктор Вацко почав вести футбольну радіопрограму «Дубль W» на «Радіо Вєсті».
27 лютого 2017 року оголосив про завершення роботи у програмі.

### Вацко Live
Із 2017 року Віктор Вацко веде авторську програму на YouTube «Вацко Live».

## Нагороди
- 2016 — Телетріумф в номінації «Спортивний коментатор»
- 2015 — Телетріумф в номінації «Спортивний коментатор»
- 2013 — Телетріумф в номінації «Спортивний коментатор»
- 2012 — Телетріумф в номінації «Спортивний коментатор»
- 2010 — Телетріумф в номінації «Спортивний коментатор»